# Poromiw
Poromiw (ukrainisch Поромів; russisch Поромов/Poromow, polnisch Poromów) ist ein Dorf in der Westukraine in der Oblast Wolyn, Rajon Wolodymyr etwa 23 Kilometer nordwestlich der ehemaligen Rajonshauptstadt Iwanytschi und 88 Kilometer westlich der Oblasthauptstadt Luzk westlich des Bug nahe der Grenze zu Polen gelegen.

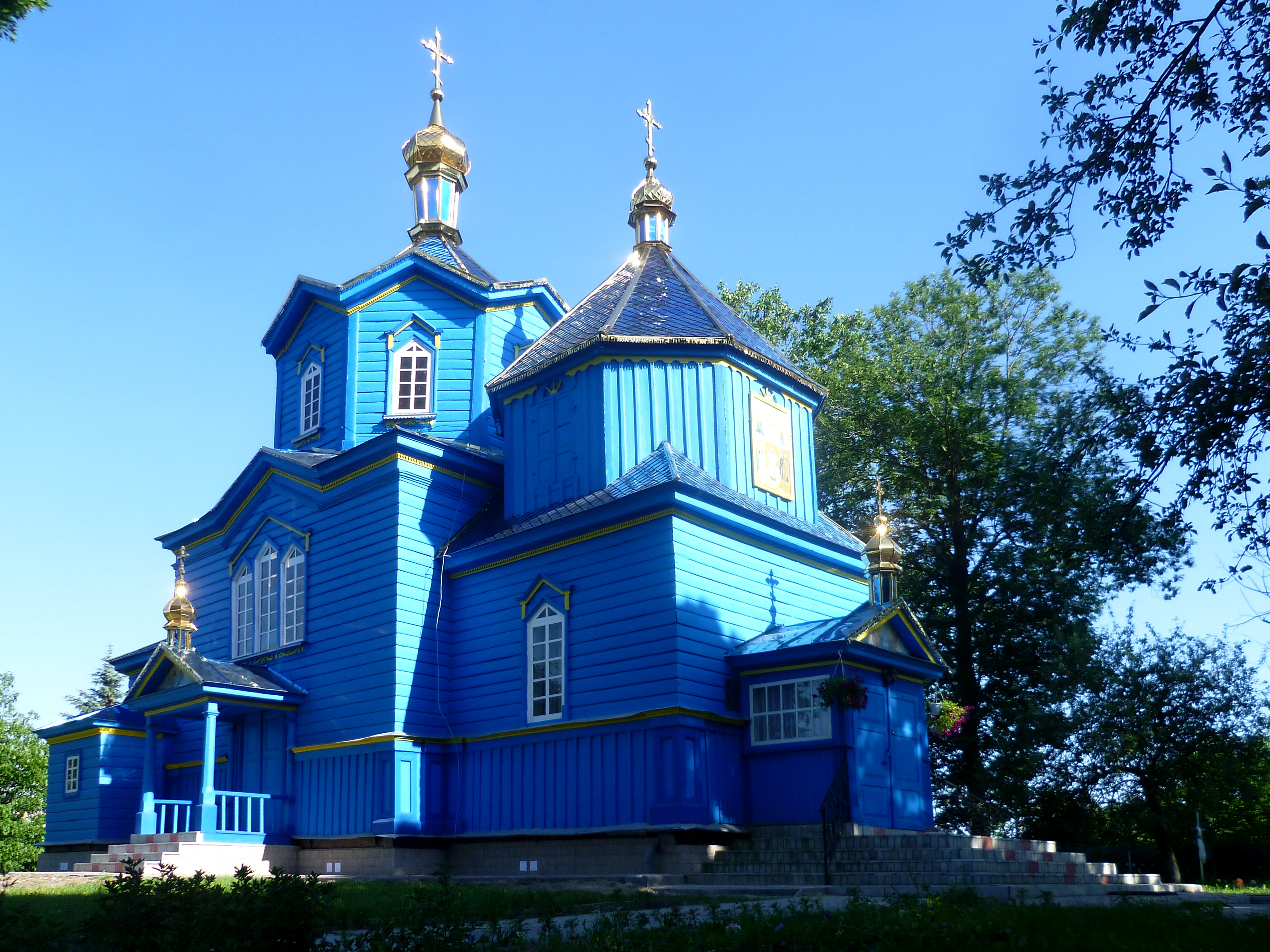
Kirche im Ort

## Geschichte
Der Ort wird 1552 zum ersten Mal schriftlich erwähnt und gehörte bis 1793 in der Woiwodschaft Wolhynien zur Adelsrepublik Polen-Litauen. Mit den Teilungen Polens fiel der Ort an das Russische Reich und lag bis zum Ende des Ersten Weltkriegs im Gouvernement Wolhynien.
Nach dem Ersten Weltkrieg kam der Ort zu Polen (in die Woiwodschaft Wolhynien, Powiat Włodzimierz, Gmina Chotiaczów), im Zweiten Weltkrieg wurde er zwischen 1939 und 1941 von der Sowjetunion besetzt. Nach dem Überfall auf die Sowjetunion im Juni 1941 wurde er dann bis 1944 von Deutschland besetzt, dies gliederte den Ort in das Reichskommissariat Ukraine in den Generalbezirk Brest-Litowsk/Wolhynien-Podolien, Kreisgebiet Wladimir Wolynsk.
Nach dem Krieg wurde der Ort der Sowjetunion zugeschlagen. Dort kam das Dorf zur Ukrainischen SSR und seit 1991 ist es ein Teil der heutigen Ukraine.

## Verwaltungsgliederung
Am 15. August 2016 wurde das Dorf zum Zentrum der neugegründeten Landgemeinde Poromiw (Поромівська сільська громада Poromiwska silska hromada). Zu dieser zählten auch die 9 in der untenstehenden Tabelle aufgelistetenen Dörfer, bis dahin bildete das Dorf zusammen mit den Dörfern Leschnyzja, Mychalje, Mlynyschtsche und Petrowe die gleichnamige Landratsgemeinde Poromiw (Поромівська сільська рада/Poromiwska silska rada) im Nordwesten des Rajons Iwanytschi.
Am 11. August 2017 kamen noch die Dörfer Budjatytschi, Kosmiwka, Morosowytschi, Nowa Lischnja, Osmylowytschi, Russowytschi, Stara Lischnja und Wolyzja-Morosowyzka zum Gemeindegebiet.
Am 17. Juli 2020 wurde der Ort Teil des Rajons Wolodymyr.
Folgende Orte sind neben dem Hauptort Poromiw Teil der Gemeinde:
| Name                     | Name                | Name                                       | Name               | Name |
| ukrainisch transkribiert | ukrainisch          | russisch                                   | polnisch           |      |
| ------------------------ | ------------------- | ------------------------------------------ | ------------------ | ---- |
| Bortniw                  | Бортнів             | Бортнов (Bortnow)                          | Bortnów            |      |
| Budjatytschi             | Будятичі            | Будятичи (Budjatitschi)                    | Budziatycze        |      |
| Buschanka                | Бужанка             | Бужанка                                    | Bużanka            |      |
| Iwaniw                   | Іванів              | Иванов (Iwanow)                            | Janów              |      |
| Kosmiwka                 | Космівка            | Космовка (Kosmowka)                        | Kosmówka           |      |
| Leschnyzja               | Лежниця             | Лежница (Leschniza)                        | Leżnica            |      |
| Morosowytschi            | Морозовичі          | Морозовичи (Morosowitschi)                 | Morozowicze        |      |
| Mychalje                 | Михалє              | Михале (Michale)                           | Michale            |      |
| Mlynyschtsche            | Млинище             | Млынище (Mlynischtsche)                    | Młyniska           |      |
| Nowa Lischnja            | Нова Лішня          | Новая Лешня (Nowaja Leschnja)              | Lisznia Nowa       |      |
| Osmylowytschi            | Осмиловичі          | Осмиловичи (Osmilowitschi)                 | Ośmihowicze        |      |
| Petrowe                  | Петрове             | Петрово (Petrowo)                          | Cucniów            |      |
| Russowytschi             | Русовичі            | Русовичи (Russowitschi)                    | Rusowicze          |      |
| Schachtarske             | Шахтарське          | Шахтёрское (Schachtjorskoje)               | Dorohiniczki       |      |
| Stara Lischnja           | Стара Лішня         | Старая Лешня (Staraja Leschnja)            | Lisznia Stara      |      |
| Werchniw                 | Верхнів             | Верхнов (Werchnow)                         | Werchnów           |      |
| Wolyzja-Morosowyzka      | Волиця-Морозовицька | Волица-Морозовицкая (Woliza-Morosowizkaja) | Wolica Morozowicka |      |